# Chirixalus shyamrupus
Chirixalus shyamrupus é uma espécie de anfíbio da família Rhacophoridae.
Pode ser encontrada nos seguintes países: Índia e possivelmente em Myanmar.
Os seus habitats naturais são: florestas subtropicais ou tropicais húmidas de baixa altitude, matagal húmido tropical ou subtropical, pântanos, marismas de água doce e marismas intermitentes de água doce.
Está ameaçada por perda de habitat.